# Sân bay Mae Sot
Sân bay Mae Sot (tiếng Thái: ท่าอากาศยานแม่สอด) (IATA: MAQ, ICAO: VTPM) là một sân bay phục vụ Mae Sot, một thị xã ở tỉnh Tak của Thái Lan. Sân bay này có 1 đường băng dài 1500 m bề mặt nhựa đường.

## Các hãng hàng không và các tuyến điểm
Hiện có các hãng hàng không sau đang hoạt động tại sân bay Mae Sot:
| Hãng hàng không | Các điểm đến                                    |
| --------------- | ----------------------------------------------- |
| Nok Air         | Bangkok–Don Mueang                              |
| Thai AirAsia    | Bangkok–Don Mueang (từ ngày 1 tháng 3 năm 2023) |